# Xinglian
Xinglian (kinesiska: 兴莲, 兴莲乡) är en socken i Kina. Den ligger i provinsen Jiangxi, i den sydöstra delen av landet, omkring 250 kilometer söder om provinshuvudstaden Nanchang. Antalet invånare är 16899. Befolkningen består av 8 227 kvinnor och 8 672 män. Barn under 15 år utgör 31 %, vuxna 15-64 år 60 %, och äldre över 65 år 8,0 %.
Genomsnittlig årsnederbörd är 2 051 millimeter. Den regnigaste månaden är maj, med i genomsnitt 345 mm nederbörd, och den torraste är oktober, med 23 mm nederbörd.